# NHK教育テレビ土曜朝アニメ枠
NHK教育テレビ土曜朝アニメ枠（NHKきょういくテレビどようあさアニメわく）は2007年4月7日からNHK Eテレの土曜午前に放送されているテレビアニメの作品一覧。

## 現在の放送作品
（2025年度前期）
- 土曜08:10-08:35 パディントンのぼうけん[3]
- 土曜08:35-09:00 おさるのジョージ[4]
- 土曜09:00-09:20 おしりたんてい[5]
- 土曜09:20-09:30 アイラブみー[6]
- 土曜09:30-09:35 のりものまん モービルランドのカークン[7]

## 土曜06時35分枠
- リトル・チャロ
  - 2021年04月03日 - 2022年04月02日

## 土曜07時25分枠
- 風の少女エミリー
  - 2007年04月07日 - 2007年09月29日 初放送
- 少女チャングムの夢
  - 2007年10月06日 - 2008年03月29日 NHK教育テレビ初放送

## 土曜08時00分枠
- おさるのジョージ[4]
  - 2008年04月05日 - 2010年03月27日

## 土曜08時10分枠
- ギガントサウルス[8]
  - 2023年04月08日 - 2023年09月30日
- スマーフ (2021年のアニメ)[9]
  - 2023年10月07日 - 2024年03月30日
- ギガントサウルス[8]
  - 2024年04月06日 - 2024年09月28日
- ひつじのショーン[10]
  - 2024年10月05日 - 2024年03月29日
- パディントンのぼうけん[3]
  - 2025年04月05日 - 放送中

## 土曜08時25分枠
- 舞妓さんちのまかないさん[11]
  - 2022年04月09日 - 2022年06月11日 Eテレ初放送
- 宇宙なんちゃら こてつくん[12]
  - 2022年06月18日 - 2023年04月01日

## 土曜08時30分枠
- オチビサン[13]
  - 2024年10月05日 -  2024年03月22日

## 土曜08時35分枠
- おさるのジョージ[4]
  - 2010年04月03日 - 放送中

## 土曜09時00分枠
- 精霊の守り人
  - 2008年04月05日 - 2008年09月27日 NHK教育テレビ初放送
- メジャー
  - 2008年10月04日 - 2009年04月04日 第2期 再放送
  - 2009年04月11日 - 2009年10月03日 第3期 再放送
  - 2009年10月10日 - 2010年04月10日 第4期 再放送
  - 2010年04月17日 - 2010年10月02日 第5期 再放送
  - 2010年10月09日 - 2011年04月16日 第6期 再放送
- ひつじのショーン
  - 2011年04月23日 - 2018年07月07日
- おしりたんてい[5]
  - 2018年07月14日 - 2018年08月25日
- ひつじのショーン
  - 2018年09月01日 - 2018年11月24日
- おしりたんてい[5]
  - 2018年12月01日 - 放送中

## 土曜09時20分枠
- リトル・チャロ〜東北編〜
  - 2012年04月07日 - 2012年06月30日 初放送
  - 2012年07月07日 - 2012年09月29日 再放送
- はなかっぱ
  - 2012年10月06日 - 2017年09月30日
- ピングー in ザ・シティ
  - 2017年10月07日 - 2020年03月28日
- 少年アシベ GO! GO! ゴマちゃん
  - 2020年04月04日 - 2020年09月26日
- ふしぎ駄菓子屋 銭天堂
  - 2020年10月03日 - 2021年04月03日 リピート放送
- 宇宙なんちゃら こてつくん
  - 2021年04月10日 - 2021年09月25日 再放送
- 舞妓さんちのまかないさん
  - 2021年10月02日 - 2022年04月02日 Eテレ初放送
- 宇宙なんちゃら こてつくん[12]
  - 2023年04月08日 - 2024年03月30日
- アイラブみー[6]
  - 2025年04月05日 - 放送中

## 土曜09時25分枠
- メジャー
  - 2008年04月05日 - 2008年09月27日 第1期 再放送
- アリソンとリリア
  - 2008年10月04日 - 2009年04月04日 NHK教育テレビ初放送
- 今日からマ王!
  - 2009年04月11日 - 2010年01月09日 第3期 NHK教育テレビ初放送
- あずきちゃん
  - 2010年01月16日 - 2010年03月27日 再放送

## 土曜09時27分枠
- PEANUTS スヌーピー -ショートアニメ-
  - 2017年10月07日 -  2020年03月28日

## 土曜09時30分枠
- のりものまん モービルランドのカークン[7]
  - 2025年04月05日 - 放送中

## 土曜09時50分枠
- スマーフ
  - 2022年04月09日 - 2022年10月01日 シーズン1 Eテレ初放送
- ボス・ベイビー
  - 2022年10月08日 - 2023年03月18日[14]

## 土曜09時55分枠
- リトル・チャロ2
  - 2011年04月02日 - 2012年03月31日
- マリー&ガリー
  - 2012年04月07日 - 2013年03月30日
- リトル・チャロ4 英語で歩くニューヨーク
  - 2013年04月06日 - 2013年12月21日
- キャラとおたまじゃくし島
  - 2018年04月02日 - 2019年01月28日

## 土曜10時30分枠
- ベイビーステップ
  - 2014年10月04日 - 2015年03月28日 第1期 再放送
- ピカイア!
  - 2019年04月06日 - 2019年09月28日 第1期&第2期 再放送
- リトル・チャロ
  - 2020年04月04日 - 2021年03月27日
- ボス・ベイビー
  - 2021年04月03日 - 2021年10月30日
- ムーミン谷のなかまたち
  - 2021年11月06日 - 2022年04月02日

## 土曜10時45分枠
- ざんねんないきもの事典
  - 2020年04月04日 -  2020年09月26日